# شهرستان بدفورد (پنسیلوانیا)
شهرستان بدفورد، پنسیلوانیا (به انگلیسی: Bedford County, Pennsylvania) شهرستانی در ایالات متحده آمریکا است که در پنسیلوانیا واقع شده‌است.

## خصوصیات
شهرستان بدفورد ۲٬۶۳۴٫۰۳ کیلومترمربع مساحت دارد.